# Мишарин, Александр Сергеевич
Алекса́ндр Серге́евич Миша́рин (р. 21 января 1959 года, Свердловск, РСФСР, СССР) — российский государственный деятель, деятель железнодорожного транспорта и управленец. Председатель совета директоров холдинга «Синара — транспортные машины» (СТМ) с марта 2020 года.
В прошлом — первый заместитель генерального директора ОАО «РЖД» по развитию скоростного и высокоскоростного движения с 3 декабря 2012 года по май 2019 года, член правления ОАО «РЖД» до ноября 2019 года. Председатель совета директоров ОАО «Скоростные магистрали» — дочернего общества РЖД, занимающегося инновационными железнодорожными проектами, включая создание высокоскоростных магистралей (ВСМ). С мая 2019 года Мишарин, при котором в России не было построено ни одного километра высокоскоростных магистралей, был отстранён от проектов ВСМ в России, ему было поручено заниматься стратегией развития зарубежного бизнеса РЖД и приоритетными железнодорожными проектами в других странах. В ноябре 2019 года ушёл в отставку.
В 2009—2012 годах — губернатор Свердловской области, до этого начальник Свердловской железной дороги, первый заместитель министра путей сообщения РФ.

## Биография
Родился в семье железнодорожника. В 1981 году окончил электромеханический факультет Уральского электромеханического института инженеров железнодорожного транспорта (квалификация «инженер путей сообщения — электромеханик»).
После окончания вуза с 1981 по 1989 годы работал на Свердловской железной дороге в должностях электромеханика Шарташского участка энергоснабжения 1981—1984), начальник района электросетей станции Седельниково (1984—1985), главного инженера Ишимской дистанции энергоснабжения (1985—1989).
В 1989—1991 годах работал на строительстве Екатеринбургского метрополитена в должности главного инженера энергоснабжения. После пуска метрополитена в эксплуатацию (апрель 1991 г.) вернулся на Свердловскую железную дорогу на должность заместителя начальника службы энергоснабжения дороги, в том же году стал начальником службы. В 1996—1998 годах — главный инженер Свердловской железной дороги.
В 1997 году получил высшее экономическое образование в Уральской государственной академии путей сообщения.
20 июля 1998 года назначен заместителем министра путей сообщения Российской Федерации, с 14 июля 2000 года — первый заместитель министра. В феврале 2002 года, после отставки Николая Аксёненко с поста министра путей сообщения, Мишарин был понижен в должности до «обычного» заместителя.
15 мая 2002 года назначен начальником Свердловской железной дороги и членом коллегии Министерства путей сообщения Российской Федерации. Принимал участие в политической жизни Свердловской области. В марте 2004 года был одним из лидеров списка (№ 3) «Единой России» на выборах Областной думы Законодательного собрания Свердловской области.
С мая 2004 года — директор Департамента комплексного развития инфраструктуры Министерства транспорта Российской Федерации.
С июня 2004 года по март 2009 года — заместитель министра транспорта Российской Федерации. В качестве представителя государства возглавлял советы директоров ОАО «Авиакомпания „Красноярские авиалинии“» (признана банкротом в 2009 году) и Новороссийского морского пароходства.
В период 2008 года компания «Красноярские авиалинии» столкнулась с финансовыми трудностями, повлекшими за собой срыв авиаперевозок в конце августа-начале сентября. В связи с этим Мишарин был приглашён в Генеральную прокуратуру Российской Федерации, где ему официально объявлено предостережение. По мнению прокуратуры, он «самоустранился от руководства компанией, контроля за деятельностью её менеджмента и финансовым положением компании», что и стало причиной указанных проблем.
В 2005—2008 годах был членом совета директоров ОАО «Российские железные дороги».
Член генерального совета партии «Единая Россия».
В марте 2009 года назначен директором Департамента промышленности и инфраструктуры Правительства Российской Федерации.

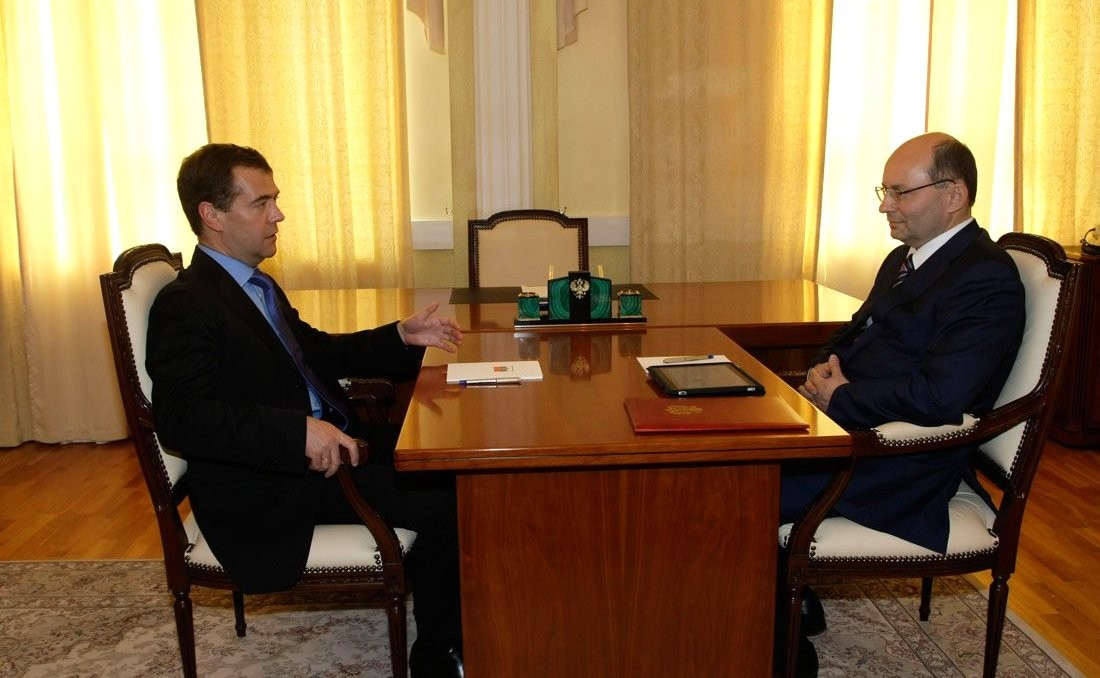
На рабочей встрече с Дмитрием Медведевым в июле 2010 года

В августе 2009 года был выдвинут партией «Единая Россия» одним из трёх кандидатов на пост Губернатора Свердловской области. 17 ноября 2009 года кандидатура Мишарина на пост губернатора Свердловской области была утверждена 47 из 49 депутатов Законодательного собрания Свердловской области. Против голосовали 2 депутата — члены фракции ЛДПР. 23 ноября 2009 года приведён к присяге губернатора Свердловской области.
С 29 ноября 2009 по 16 июня 2010 — член президиума Государственного совета Российской Федерации.
1 декабря 2011 года попал в ДТП на 206 км трассы Екатеринбург — Серов в районе города Красноуральск, возвращаясь со встречи с избирателями. Его автомобиль Mercedes — Benz S500 столкнулся со встречным автомобилем Volga Siber, в которую позже врезался автомобиль Skoda Octavia. В результате в аварии с участием трёх автомобилей погиб один человек — водитель Волги, сам губернатор был госпитализирован в реанимацию областной клинической больницы № 1. Проходил лечение в Германии, затем в Москве.
6 февраля 2012 года Мишарин вернулся к исполнению обязанностей губернатора, но в мае того же года подал заявление о досрочной отставке с этого поста по собственному желанию. 14 мая заявление было удовлетворено президентом России Владимиром Путиным.
6 августа 2012 года Мишарин вошёл в состав Экспертного совета при Правительстве Российской Федерации в качестве президента общероссийской общественной организации «Российская академия транспорта».
3 декабря 2012 года назначен Первым вице-президентом ОАО «РЖД» а 6 февраля 2013 — генеральным директором ОАО «Скоростные магистрали», которое будет заниматься строительством высокоскоростной магистрали ВСМ Москва — Казань. С 17 ноября 2017 года постановлением Правительства РФ должности президента и вице-президентов РЖД переименованы в гендиректора и его заместителей. В июле 2018 года Мишарин в связи с расширением своих обязанностей в правлении РЖД оставил пост гендиректора ОАО «Скоростные магистрали» и избран председателем совета директоров этой компании.
В октябре 2018 года на Транспортно-логистическом форуме в Сочи «PRO//Движение.1520» Мишарин объявил, что пилотный выделенный участок ВСМ Москва — Казань от станции Железнодорожная в ближайшем Подмосковье до станции Гороховец во Владимирской области длиной 301 км будет построен до 2024 года. При этом остальной маршрут высокоскоростного поезда от Москвы до Нижнего Новгорода будет проходить по ныне существующей линии. Сроки сооружения остальной части ВСМ не определены и решение о её строительстве в запланированной протяжённости не принято.
В апреле 2019 года строительство ВСМ Москва — Казань было отложено президентом Путиным на неопределённый срок из-за сомнений в экономической целесообразности. Вместо этого начато проектирование ВСМ Москва — Санкт-Петербург. В мае 2019 года правление РЖД перераспределило обязанности между топ-менеджерами, забрав из ведения Мишарина проекты строительства в России высокоскоростных железнодорожных магистралей. За 6 лет усилий Мишарина и миллиарды потраченных средств в России не было построено ни одного километра ВСМ. Работа Мишарина была подвергнута критике правлением РЖД, хотя главные государственные решения по ВСМ зависели не от него. В дальнейшем Мишарин занимался стратегией развития зарубежного бизнеса и приоритетных проектов в других странах, имея в виду выход компании РЖД на новые международные рынки и повышение её экспортного потенциала.
11 ноября 2019 года Мишарин сообщил, что покидает компанию РЖД, поскольку считает «свою задачу в целом выполненной», упомянул о том, что порученное ему международное направление деятельности РЖД развивается успешно, а также сослался на проблемы со здоровьем. По оценке гендиректора агентства «INFOLine-Аналитика» Михаила Бурмистрова, уход Мишарина свидетельствует «о крахе надежд РЖД на быстрое строительство высокоскоростных магистралей в России». Сфера развития ВСМ в России после Мишарина передана в ОАО «РЖД» под ответственность главного инженера — заместителя генерального директора компании Сергея Кобзева.
В марте 2020 года Мишарин избран председателем совета директоров холдинга «Синара—Транспортные Машины» (СТМ).

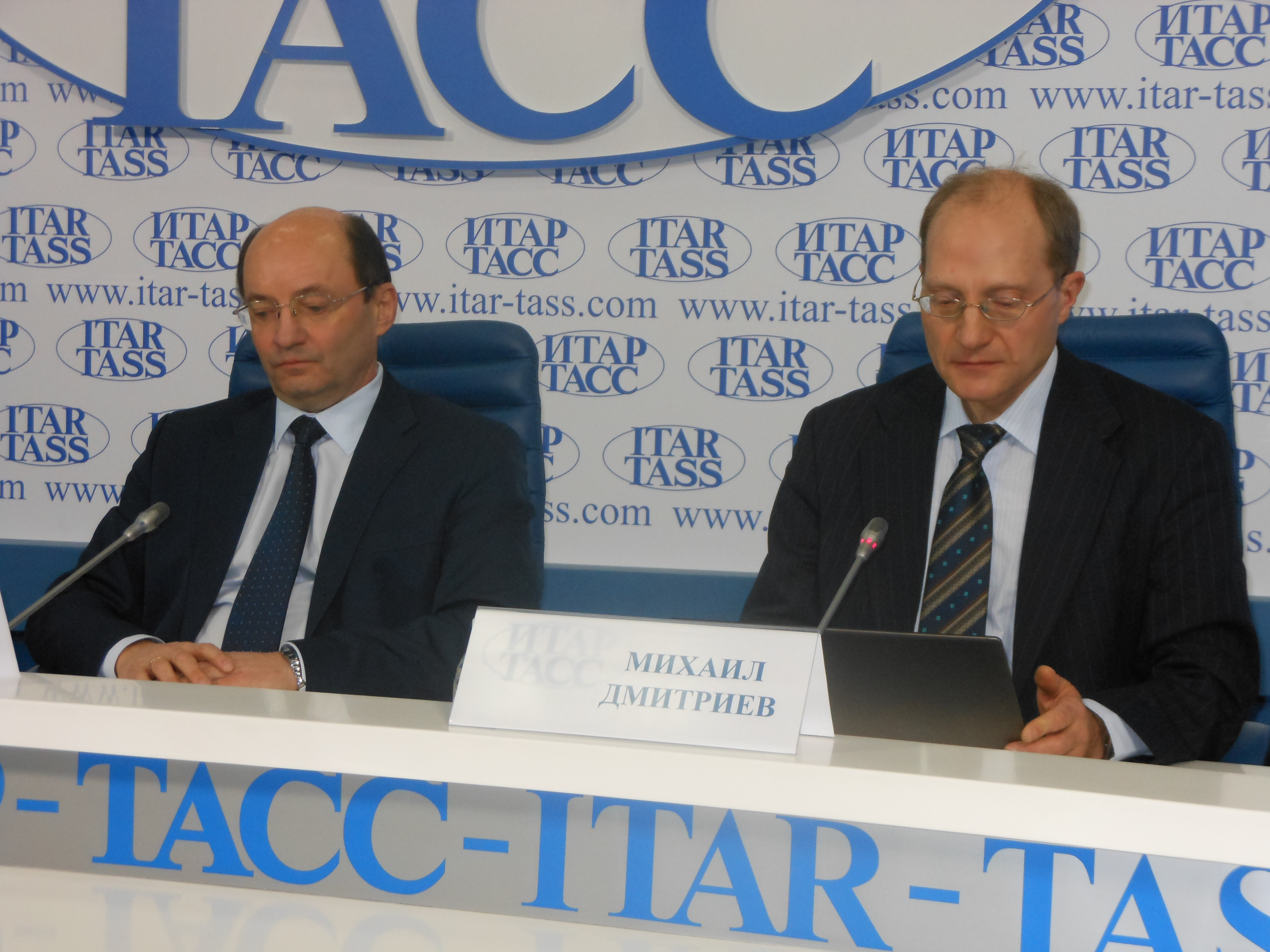
Александр Мишарин и научный руководитель Центра стратегических разработок Михаил Дмитриев презентуют в ИТАР-ТАСС проект ВСМ Москва-Казань, 2014 год

### Семья
Женат, имеет двух дочерей от первого брака. Первая супруга скончалась в 2004 году после тяжёлой болезни.
Нынешняя жена — Инна Андреева, имела самый высокий задекларированный доход среди супруг губернаторов УрФО в 2009 году. По словам Мишарина, его дочь Анастасия работает в компании Алроса. Она же является совладелицей лесоперерабатывающего предприятия в Свердловской области. По сообщениям СМИ с 2013 года это предприятие имеет растущую задолженность по арендной плате за лесные угодья. В сентябре 2017 года спор о задолженности был урегулирован мировым соглашением.

## Деятельность в качестве губернатора Свердловской области
Деятельность Мишарина на посту губернатора вызывала как одобрение, так и критику. Владимир Путин 30 июня 2011 на партконференции «Единой России» в Екатеринбурге дал положительную оценку деятельности Мишарина: «Губернатор Мишарин идёт явно в струе сегодняшних требований…» Согласно опросам Фонда «Общественное мнение», проведённым в 2011 году, губернатору доверяло 37 % населения области, не доверяло — 11 % Критически о Мишарине отзывались, в основном, представители региональных элит, связанные с прежним губернатором Эдуардом Росселем.
В заслугу Мишарину ставят ряд осуществлённых выставочных проектов международного уровня, привлечение в область крупных иностранных инвесторов и налаживание тесного контакта с федеральным центром, превращение Свердловской области в приоритетный для руководства страны российский регион. Критике подвергалась непродуманная кадровая политика, политические оппоненты обвиняли Мишарина в лоббировании и кумовстве. Сам Мишарин отнёс к собственным успехам сокращение безработицы, рост заработной платы, уменьшение очереди в детские сады, темпы строительства жилья, ремонт и строительство дорог, запуск программы обновления учреждений здравоохранения.

### Выставки «Иннопром» и «Экспо-2020»
С 2010 года по инициативе Мишарина в Екатеринбурге ежегодно проводится уральская международная выставка и форум промышленности и инноваций Иннопром. После проведения первого «Иннопрома» было решено провести в Екатеринбурге более масштабную выставку «Экспо-2020». Предыдущая выставка такого рода в 2010 году проходила в Шанхае. Председатель правительства России Владимир Путин подписал официальную заявку Екатеринбурга на проведение «Экспо-2020» 24 октября 2010 года. В июле 2011 года был введён в строй новый выставочный центр Екатеринбург-Экспо, выставка Иннопром-2011 проводилась в этом помещении. Мишарин лично курировал это строительство как приоритетное.

### Чемпионат мира по футболу 2018
В связи с предстоящим проведением в России Чемпионата мира по футболу в 2018 году, Мишарин приложил существенные усилия для того, чтобы часть матчей чемпионата прошла в Екатеринбурге. Для этого в апреле 2011 года в столице области было начато строительство четвёртого в России крытого футбольного манежа, на создание которого было выделено 1,5 млрд рублей, в том числе 350 млн рублей из областного бюджета. В качестве испытания перед чемпионатом мира Мишарин убедил президента Российского футбольного союза Сергея Фурсенко провести в Екатеринбурге Кубок России по футболу.

### Проекты строительства скоростных железных дорог

Топ-менеджер компании PricewaterhouseCoopers Дмитрий Ковалёв и Александр Мишарин обсуждают перспективы ВСМ Москва — Казань на мировом железнодорожном форуме в Сочи,
7 июня 2017 года

На следующий день после инаугурации, 24 ноября 2009 года на заседании Президиума Госсовета РФ в Ульяновске Мишарин предложил осуществить крупный проект по строительству высокоскоростной магистрали Москва — Екатеринбург. Полгода спустя Мишарин снова заговорил об этом проекте, представив его на международном железнодорожном бизнес-форуме «Стратегическое партнерство» в Сочи.
По оценкам губернатора, общая стоимость проекта составит около 2,5 трлн руб. Позднее гендиректор ОАО «Скоростные магистрали» Денис Муратов оценил проект в 1,3—1,8 трлн рублей. Возводить магистраль ВСЖМ-2 предлагается за счёт средств инвесторов, которых ОАО «РЖД» выберет на основе тендера, а также бюджетов областей, по которым она пройдёт. Некоторые эксперты высказывали сомнения, что данный проект когда-либо окупится в зависимости от выбранной технологической схемы эксплуатации полотна.
В сентябре 2010 года Мишарин выступил с другим железнодорожным проектом: организацией скоростного сообщения Екатеринбурга с Нижним Тагилом, расстояние до которого около 150 км. По его словам, проект стоимостью в 17 миллиардов рублей может быть реализован за три года. Позднее стоимость проекта была уже оценена в 19 миллиардов, из которых РЖД могли бы самостоятельно профинансировать не более 30 процентов. Данный проект тоже критиковался за слишком высокую, по мнению журналистов, стоимость реализации. В настоящее время на этом направлении уже курсируют два раза в сутки скоростные электропоезда повышенной комфортности. После запуска скоростного поезда время в пути сократится с 2 часов 20 минут до 1 часа.
При этом реализация обоих проектов должна принести эффект области, которая за счёт федеральных денег получит построенные здания и инфраструктуру.

### Метрополитен
4 февраля и 6 марта 2010 года, в преддверии выборов депутатов областной Думы, Мишарин (являвшийся в то время первым кандидатом в предвыборном списке партии Единая Россия) заявил о желании помочь с финансированием строительства метрополитена в Екатеринбурге, в том числе с выпуском ценных бумаг (кредитование строительства). Впоследствии Администрация города взяла в кредит 1,9 миллиардов рублей, отчисления из областного бюджета были запланированы на 2011 год.
В сентябре 2010 года Мишариным было заявлено об ускорении строительства екатеринбургского метрополитена. В итоге станция «Ботаническая» была открыта 28 ноября 2011 года (впервые с 2002 года), а «Чкаловская» — 28 июля 2012 года.

### Верхотурье
Судьба важного для Русской православной церкви городка Верхотурье вызвала у губернатора большой интерес. Он дал поручение выделить из областного бюджета несколько миллиардов рублей для строительства новой дороги и кафе-гостиницы. Между тем эксперты крайне скептически относятся к планам Мишарина по превращению Верхотурья в международный туристический центр, считая что основной поток посетителей составят малообеспеченные паломники, приезжающие в основном по большим праздникам. Попытки привлечь частных инвесторов тоже оказались не слишком удачными, основная нагрузка принятой 7-миллиардной Областной целевой программы "Формирование туристско-рекреационной зоны «Духовный центр Урала» на 2011—2015 годы легла на областной бюджет. Целью программы было заявлено троекратное увеличение потока туристов за пять лет. На формирование положительного образа Верхотурья областным министерством туризма было потрачено почти 9 миллионов рублей, в частности было запущено несколько электронных ресурсов и выпущена еженедельная газета. Губернатор также настойчиво просил помочь программе крупных бизнесменов области. 

### Пожары летом 2010 года
Лето 2010 года выдалось в Свердловской области необычайно сухим, что привело к возникновению огромного количества лесных пожаров.
К 23 сентября в области сгорело около 150 000 га леса. СМИ и политические оппоненты обвиняли руководство области и лично Мишарина в неэффективной работе по ликвидации пожаров, в частности Мишарину предъявлялись претензии в уходе в отпуск в этот период. Однако в целом по итогам летнего пожарного сезона Мишарин был награждён медалью МЧС «За содружество во имя спасения» с формулировкой за отвагу, самоотверженность, высокий профессионализм, проявленные при тушении лесо-торфяных пожаров, а также эффективную и действенную помощь, оказанную Уральскому региональному центру МЧС России

### Административные реформы
Одним из проектов Мишарина была попытка в 2010 году создать из Екатеринбурга и 4-х ближайших к нему городов-спутников единый населённый пункт под условным названием «Большой Екатеринбург». Руководители городов-спутников не хотели такого объединения, а глава Екатеринбурга Аркадий Чернецкий его поддерживал. Согласно федеральному законодательству, такая реформа может проводиться только путём референдума, который в период губернаторства Мишарина организован не был.
Одной из инициатив Мишарина была идея о реорганизации системы местного самоуправления. Так в феврале 2010 года он выдвинул предложение о переходе от прямых выборов глав муниципалитетов к их назначению. В марте того же года он поддержал компромиссное предложение о введении в Екатеринбурге поста сити-менеджера, который должен заниматься хозяйством, а глава города — возглавлять городскую Думу. Поправка в Устав города с введением новой должности и отменой прямых выборов мэра была принята городской думой Екатеринбурга в октябре 2010 года. 
К апрелю 2011 года аналогичные посты сити-менеджеров были введены в 26 муниципальных образованиях области из 94.

### Храм Святой Екатерины
Мишарин совместно с главой Екатеринбургской епархии в то время митрополитом Викентием выдвинул инициативу восстановления на площади Труда в самом центре города Храма Святой Екатерины (сооружён при основании города в 1723 году, разрушен в 1930) и дал поручение провести общественные слушания по этому вопросу. Эта инициатива вызвала большой общественный резонанс. Разные общественные, научные и политические деятели Екатеринбурга высказывались как «за» так и «против» строительства. 10 апреля 2010 года на площади Труда был проведён митинг и сбор подписей в защиту находящегося там в данный момент сквера и фонтана, которые предполагалось ликвидировать при строительстве. Тем не менее, Мишарин поддерживал идею строительства храма.

### Кадровая политика
Председателем областного правительства был назначен А. Л. Гредин, бывший первым заместителем Мишарина во время руководства тем Свердловской железной дорогой.
Заместителем председателя правительства был назначен Э. Р. Бугулов, бывший член Совета Федерации от Северной Осетии, глава ОАО «Центральная кольцевая автомобильная дорога».
Министром здравоохранения был назначен А. Р. Белявский, занимавший до этого пост главного врача «Окружной клинической больницы» в г. Ханты-Мансийске. Плохая организация министром Белявским закупок льготных лекарств подвергалась резкой критике.
Министром финансов был назначен 28-летний К. А. Колтонюк, работавший до этого заместителем директора департамента программ развития Минтранса РФ. В представлении будущего министра депутатам Областной думы Мишарин отмечал, что Колтонюк являлся опытным руководителем, который занимался важными целевыми федеральными программами, в частности, программой развития транспортной системы РФ с финансированием более 400 миллиардов рублей. Вместе с тем, по мнению некоторых СМИ, Колтонюк был назначен благодаря хорошему знакомству с губернатором своего отца — гендиректора филиала ЗАО «Форатек ЭнергоТрансСтрой» Александра Ароновича Колтонюка. Это дало повод упрекать губернатора в кумовстве.
Назначение на должности министров неизвестных чиновников из других регионов вызвало критику. В своем выступлении 11 октября 2010 года А. М. Чернецкий заявил: «Я прямо могу сказать, что у Мишарина в администрации очень много слабых людей». За первый год руководства областью Мишариным руководители 9 муниципалитетов подали в отставку.
В июле 2011 года заместителем председателя правительства Свердловской области был назначен бывший депутат Государственной думы РФ от КПРФ Алексей Багаряков. Багаряков возглавлял список КПРФ, занявший второе место на областных выборах 2010 года, активно критиковал «Единую Россию». После назначения Багаряков кардинально поменял свои политические воззрения и стал одним из ключевых чиновников, отвечавшим за предвыборную агитацию «Единой России».

### Обвинения со стороны оппозиции в областной Думе
Оппозиционные депутаты подозревали губернатора в том, что предвыборные плакаты «Единой России» с фотографией Мишарина были оплачены из регионального бюджета, а также обвиняли в том, что выделение денег из федерального бюджета на ремонт дорог незаслуженно поставлено в заслугу губернатору и представляемой им партии. В региональном отделении «Единой России» опровергли обвинения в использовании бюджетных денег. Авторы журнала «Эксперт» считают, что выделение федеральных денег на ремонт дорог можно поставить в заслугу именно Мишарину.
Также оппозиция обвиняла Мишарина в лоббировании интересов железнодорожной отрасли с помощью налоговых льгот. Правительство области утверждало, что новые законы дадут в будущем существенный рост налоговых поступлений в бюджет области.

## Научная деятельность и изобретательство

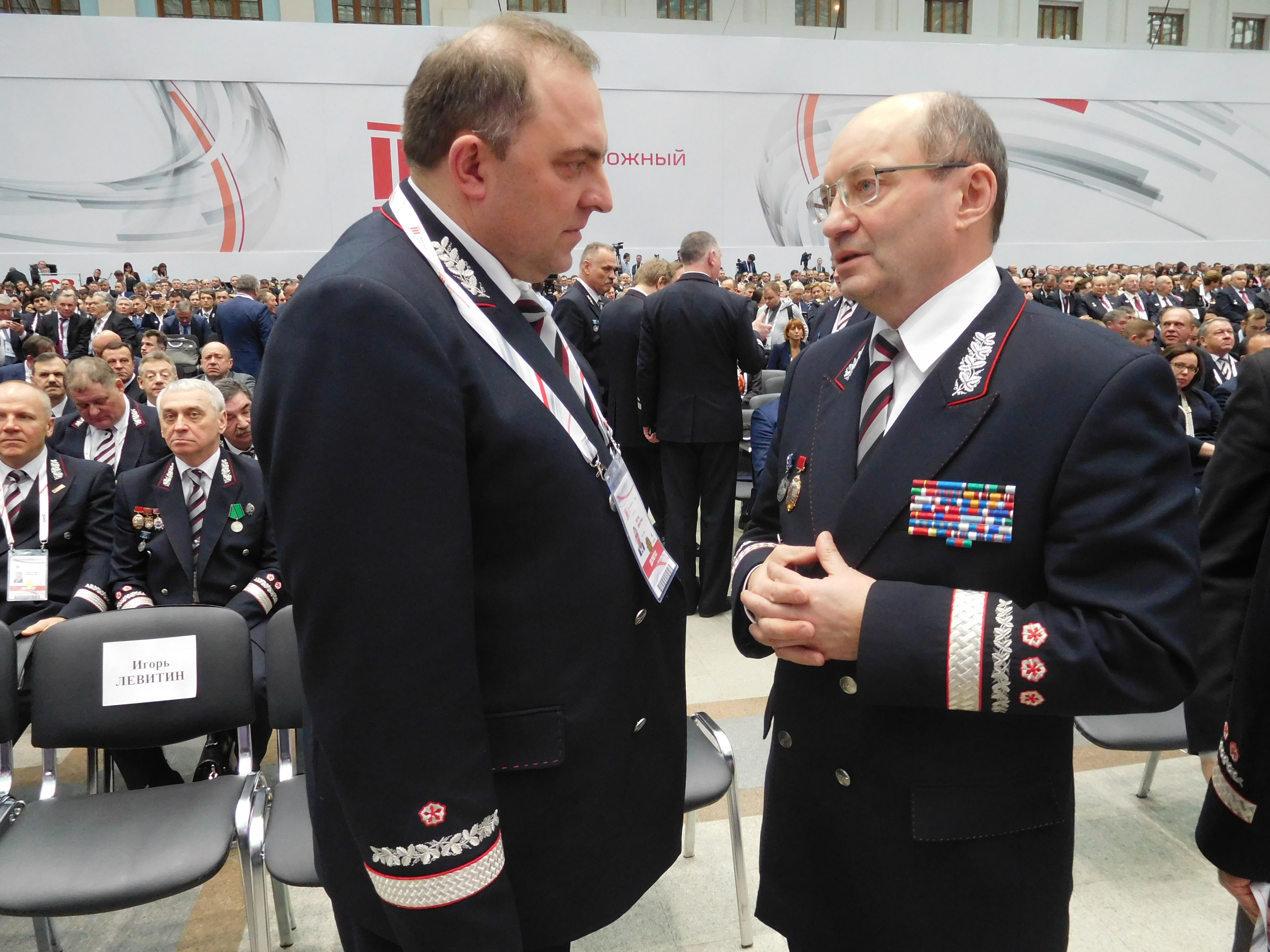
С Дмитрием Пеговым на Съезде железнодорожников. 29 ноября 2017

В 1999 году, будучи заместителем министра путей сообщения, защитил диссертацию по теме «Определение эффективности мероприятий по повышению уровня информатизации железных дорог» на соискание учёной степени кандидата экономических наук.
В 2005 году, работая на должности заместителя министра транспорта, защитил диссертацию на соискание учёной степени доктора технических наук по теме «Организация эффективного функционирования железнодорожного транспорта на основе современных информационных технологий».
По данным РИА «Ура. Ru» и Slon.ru, экс-губернатору Свердловской области принадлежат патенты на устройства для электрического соединения железнодорожных рельсов с дроссель-трансформатором, устройства для подвески контактного провода к несущему тросу, способ получения катанки из бывшего в употреблении медного контактного провода, способ по переработке отвальных металлургических шлаков, способ изготовления сталемедной проволоки и новой железобетонной стойки для опор контактной сети железных дорог. Эти изобретения были зарегистрированы во время работы А. С. Мишарина в министерстве транспорта.

## Награды и звания
Александр Мишарин имеет государственные, ведомственные и конфессиональные награды, по числу наград, отличий и орденских планок является рекордсменом в правлении ОАО «РЖД» (2017). В частности, награждён:
- Медаль ордена «За заслуги перед Отечеством» 2-й степени[109]
- Медаль «За развитие железных дорог» (21 февраля 2008)
- Юбилейная медаль «100 лет Транссибирской магистрали»
- Государственная премия Российской Федерации в области науки и техники 2003 года (9 сентября 2004)
- Медаль Столыпина П. А. II степени (18 ноября 2009) — за заслуги в решении стратегических задач по развитию промышленного потенциала страны и многолетний добросовестный труд[110]
- Почётная грамота Правительства Российской Федерации (январь 2009)
- Благодарность Правительства Российской Федерации (6 апреля 2009) — за большой вклад в подготовку и проведение Года Российской Федерации в Китайской Народной Республике и Года Китайской Народной Республики в Российской Федерации[111]
- Медаль «За содружество во имя спасения» (МЧС России, 2010 год) — за отвагу, самоотверженность, высокий профессионализм, проявленные при тушении лесо-торфяных пожаров, а также эффективную и действенную помощь, оказанную Уральскому региональному центру МЧС России[75][76]
- Знак «Почётному железнодорожнику» (1998)
- Орден святого благоверного князя Даниила Московского III степени (РПЦ, 2003)[112]
- Знак отличия «За заслуги перед Свердловской областью» II степени (15 января 2019 года) — за выдающиеся достижения в сфере социально-экономического развития Свердловской области[113]
- Классный чин «действительный государственный советник Российской Федерации 2 класса» (присвоен 5 февраля 2009 года)[114] .